# Leuna-Chemie-Stadion
Le Leuna-Chemie-Stadion est un stade de football situé à Halle en Allemagne dont le club résident est le Hallescher FC. Le stade dispose d'une capacité de 15 057 places. Le stade se trouve sur le terrain du Kurt-Wabbel-Stadion, ancien stade du club, démoli en 2010.
Le club a signé un contrat de naming avec le producteur allemand de gaz naturel VNG – Verbundnetz Gas. Il verse environ 500 mille d'euros par an pendant dix ans de 2011 à 2021 où le stade s'appelait Erdgas Sportpark. Depuis 2021, le nouveau sponsor est la société Infraleuna (de).

## Histoire
Le 1er match joué par le Hallescher FC dans le nouveau stade a lieu lors d'un match amical contre Hambourg SV, le 20 septembre 2011 (victoire 4-1 du HSV). Lors de ce match, Sören Bertram inscrit le premier but de l'histoire du stade.

## Utilisations du stade

### Équipe d'Allemagne féminine
L'équipe d'Allemagne de football féminin dispute une rencontre au Erdgas Sportpark. Les Allemandes rencontrent le 29 novembre 2012, la France en match amical devant 5 123 spectateurs. Les deux équipes se quittent sur un score nul 1-1, le but allemand étant inscrit par Verena Faißt.

### Équipe d'Allemagne espoirs
L'équipe d'Allemagne espoirs de football dispute deux rencontres au Erdgas Sportpark. Les Allemands rencontrent le 29 février 2012, dans le cadre des qualifications au championnat d'Europe espoirs, la Grèce devant 6 193 spectateurs. La rencontre se termine sur le score de 1-0 en faveur des Allemands.
La deuxième rencontre a lieu le 5 septembre 2014 devant 3 969 spectateurs. Les Allemands rencontrent dans le cadre des qualifications au championnat d'Europe espoirs, l'Irlande. La rencontre se termine sur le score de 2-0 en faveur des Allemands.

## Galerie

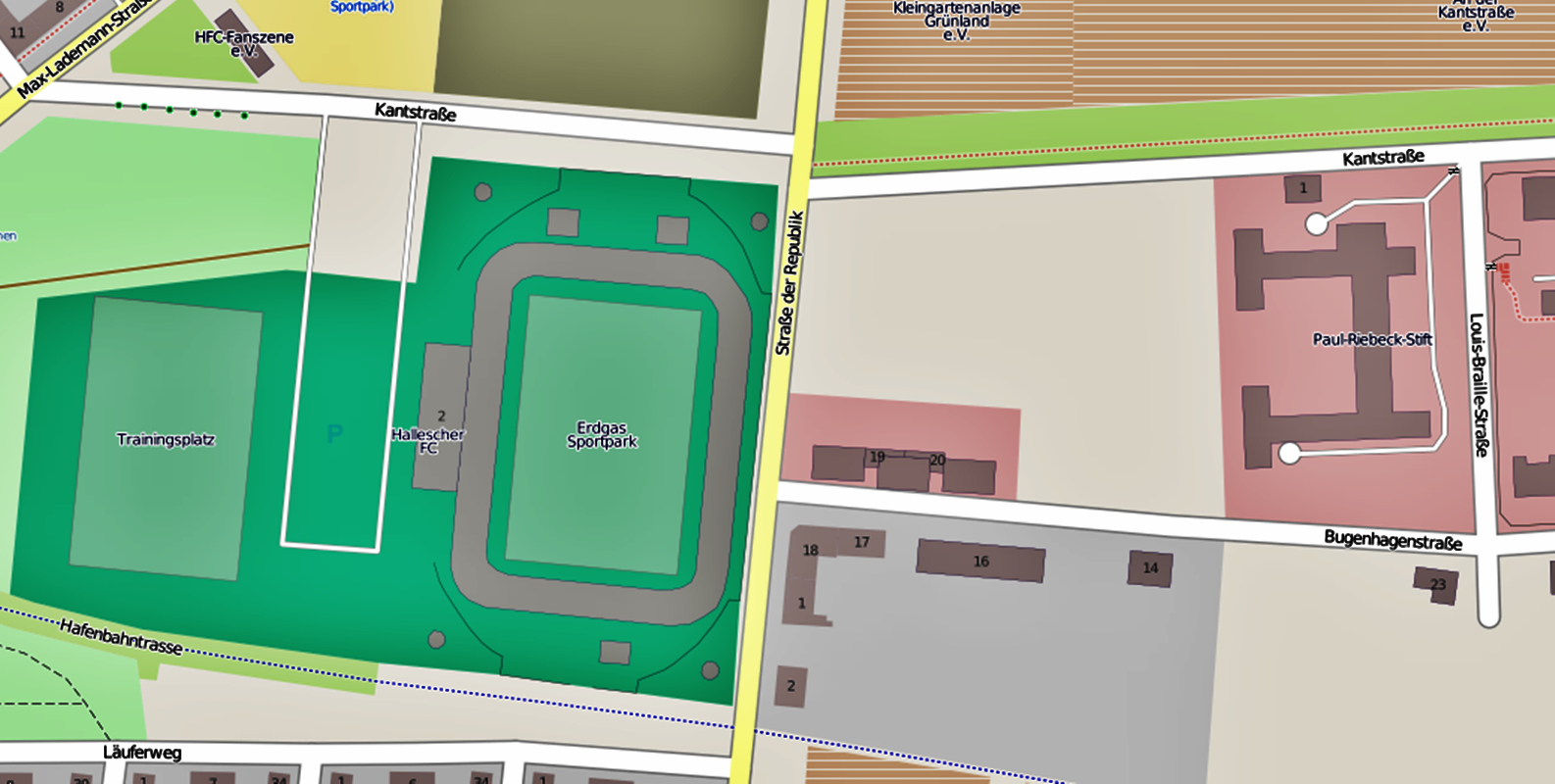
Plan du stade